# Marina diffusa
Marina diffusa är en ärtväxtart som först beskrevs av Stefano Moricand, och fick sitt nu gällande namn av Rupert Charles Barneby. Marina diffusa ingår i släktet Marina och familjen ärtväxter.

## Underarter
Arten delas in i följande underarter:
- M. d. diffusa
- M. d. radiolata